# Åre gamla kyrka
Åre gamla kyrka är en kyrkobyggnad i Åre i Härnösands stift. Den är församlingskyrka i Åre församling. 

## Kyrkobyggnaden
Kyrkobyggnaden, vars första halva uppfördes i mitten/slutet på 1100-talet, har inspiration från samtida kyrkor i Norge eftersom Jämtland var norskt fram till år 1645. En omfattande utbyggnad skedde under 1700-talets mitt, och ett antal renoveringar under 1900-talets sekel har gjort kyrkan till den enda bevarade medeltida stenkyrkan i fjällkedjan. Den är belägen vid S:t Olofsleden (i vilken kyrkan har stationsplats 17), cirka 100 meter sydost om Åre torg.

### Medeltida norskt bondbygge
Kyrkans exakta byggår är osäkert, men takstolarnas konstruktion och analyser 2010 av trävirket i byggnadens murremmar kan datera koret (numera sakristian) till tidigast 1156 och senast på 1160-talet tillsammans med långhuset. Kyrkan byggdes av bönderna i Åre socken, i huvudsak bestående av grovhuggen byggnadssten. Placeringen av kyrkan, vid dagens Mörviken (mellan Åresjön och Tottens by), kan ha avsetts som central mellan byarna Frönäset och Ullån vilkas namn baserar på hedniska gudar. Även kan pilgrimstrafiken mot Nidaros (nuvarande Trondheim) och Stiklestad ha haft betydelse för kyrkobygget.

### Svensk expansion
1673 tillverkades predikstolen med dekorer i plattskärning, enligt norska traditioner. Till följd av befolkningsökningen i bygden efter stormaktstiden blev kyrkan i akut behov av ett större utrymme och fler platser. Detta åtgärdades 1736 då kyrkan byggdes ut till dubbla längden (från 11 till 23 meter) åt väst och fick dess nuvarande interiör, med vissa kvarvarande medeltida delar. Byggnaden försågs med fler och betydligt större fönster, för att få avsevärt ljusare invändigt. En eftermedeltida sakristia och vapenhus av trä, som 1650 ersatt ett äldre, tros ha rivits i samband med denna expansion då det ursprungliga koret blev till nuvarande sakristia. Den större träläktaren i väst, orgelläktaren, tillkom 1798 (de två små östra hade anlagts i slutet av 1600-talet respektive 1750-talets mitt).
1755–1760 byggdes den externa klockstapeln, placerad några tiotal meter norr om långhuset, uppförd av socknens byggmästare och riksdagsman Erik Olofsson i Rännberg (som 20 år innan detta hade gjort kyrkans trävalv). Dess utseende har en typiskt jämtländsk 1700-talskaraktär med lökkupol, men klockstapeln är samtidigt unik i det att grunden gjorts i sten istället för trä. Den äldsta bilden över kyrkomiljön är daterad 1828, och enligt denna var klockstapelns övervåning igenmurad såvida inte teckningen är ofullbordad (ett fotografi från 1870-talets slut inkluderar dagens öppna med balusterdockor).

### Upprustning och nutid
På 1860-talet uppstod diskussioner om en ny och större kyrka i trakten, vilken dröjde till 1890-talet i form av Duveds kyrka (fram till 1980-talet benämnd "Åre nya kyrka") – varefter Åre gamla kyrka övergavs (endast ett sporadiskt bruk om somrarna) och började förfalla, men istället för att som de flesta medeltida kyrkor bli en "sorglig ruin" lämnade församlingen in en ansökan till Överintendentsämbetet 1904 om att restaurera kyrkan och därefter kunna användas som gudstjänstlokal igen. Detta utfördes 1905–1906, under ledning av arkitekt Gustav Amrén, då långhusets tidigare brädtak ersattes med skiffertak och klockstapelns trävirke lagades samt fick tillbaka dess röda färgsättning.
I mitten av 1920-talet genomgick kyrkan en grundlig upprustning med exempelvis el och värmeelement. 1947 tjärades klockstapelns trävirke, 1951 förändrades västläktaren efter ritningar av arkitekt Tore Virke (men 1996–1997 togs 1950-talets tillskott i kyrkan bort), och 1955 installerades elektrisk klockringning. Vid en restaurering på 1980-talet lades ett nytt golv i klockboden, och därefter har klockstapeln tre gånger restaurerats (senast 2012).

## Inventarier
De flesta av gamla kyrkans inventarier gick till den nya kyrkan i Duved på 1890-talet, men några av dessa återbördades i samband med upprustningen på 1920-talet. Detta inkluderar exempelvis två ljuskronor, vilka inte är närmare kända men tros vara från 1700-talet. Dopfunten, krönt med en pelikan, är från 1700-talet.

### S:t Olofsskulptur med unik huvudbonad
Åre gamla kyrka blev en central mötesplats för tusentals pilgrimer från hela Europa som stannade till vid den, på väg till/från Olof den heliges grav i Nidarosdomen, under de sista seklen på medeltiden. Den norske vikingakungen – som hade blivit Nordens främsta helgon S:t Olof – helgades i kyrkan, vilken försågs med en trä-statyett av honom som tros ha tillverkats i Trøndelag på 1300-talet och finns kvar ännu idag. Dess kronsymbol kom dock att spårlöst försvinna, och 1719 ersattes kronan med en karolinsk trekornshatt av en ung skadad dragonsoldat från Åre som hade överlevt Armfeldts katastrofmarsch tidigare samma år.
Utöver mysteriet med kronan har kyrkan vid två tillfällen i modern tid utsatts för stölder. En stöld av S:t Olofsskulpturen 1983 fick stor uppmärksamhet i länet, som två LTZ-redaktörer efter ett halvår lyckades återfinna nedgrävd på sydsidan av Åresjön i och med att gärningsmannen avslöjades. I början av mars 2016 rapporterades ett timglas från 1750-talet stulet.

## Galleri

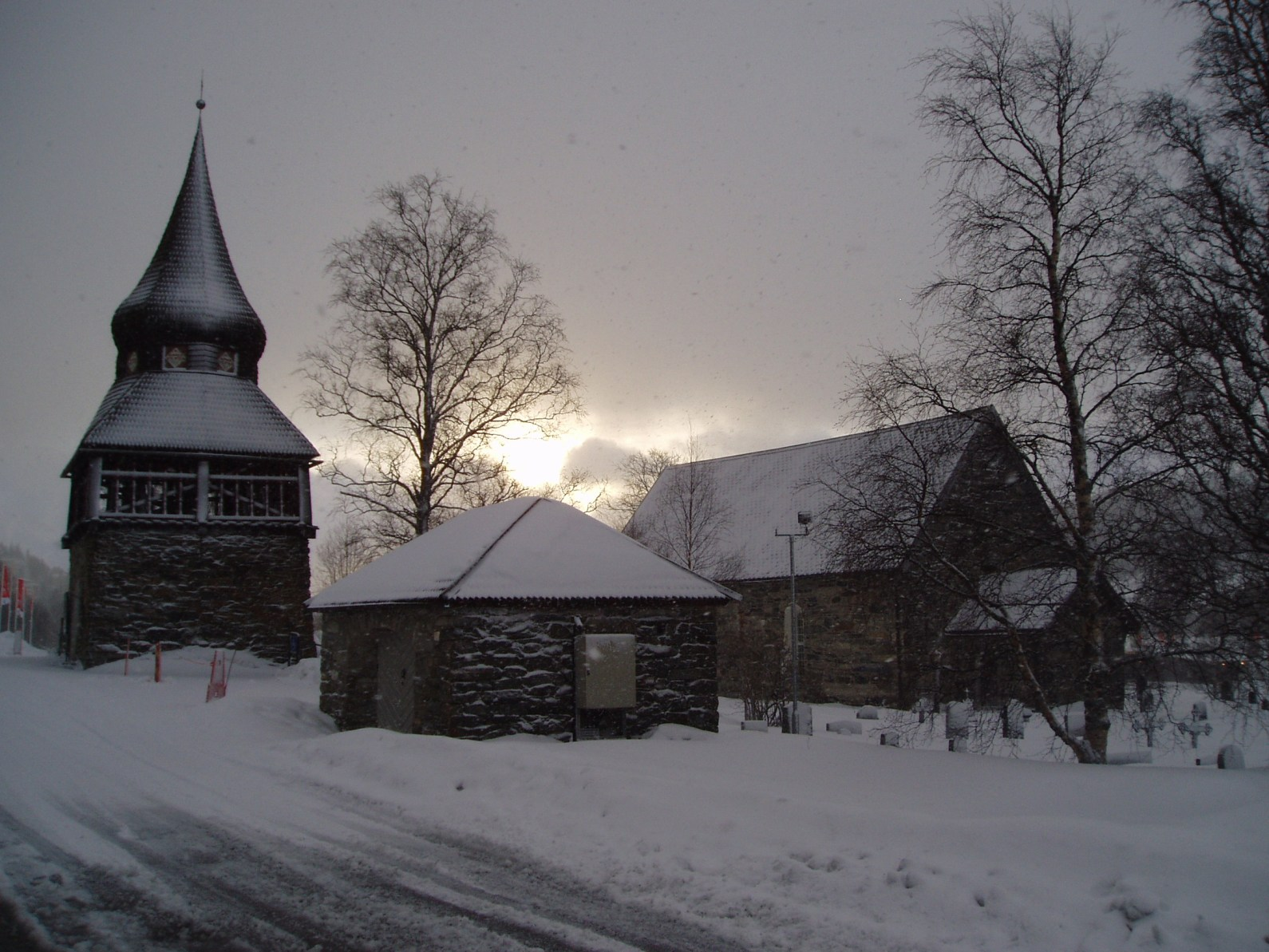
Kyrkan vintertid (snöstorm den 5 februari 2007, under pågående alpina världsmästerskap som Åre arrangerade). Upphovsmannen till Åre som alpin turistort, Carl Olof Rahm (1870–1946), ligger begravd på kyrkogården.
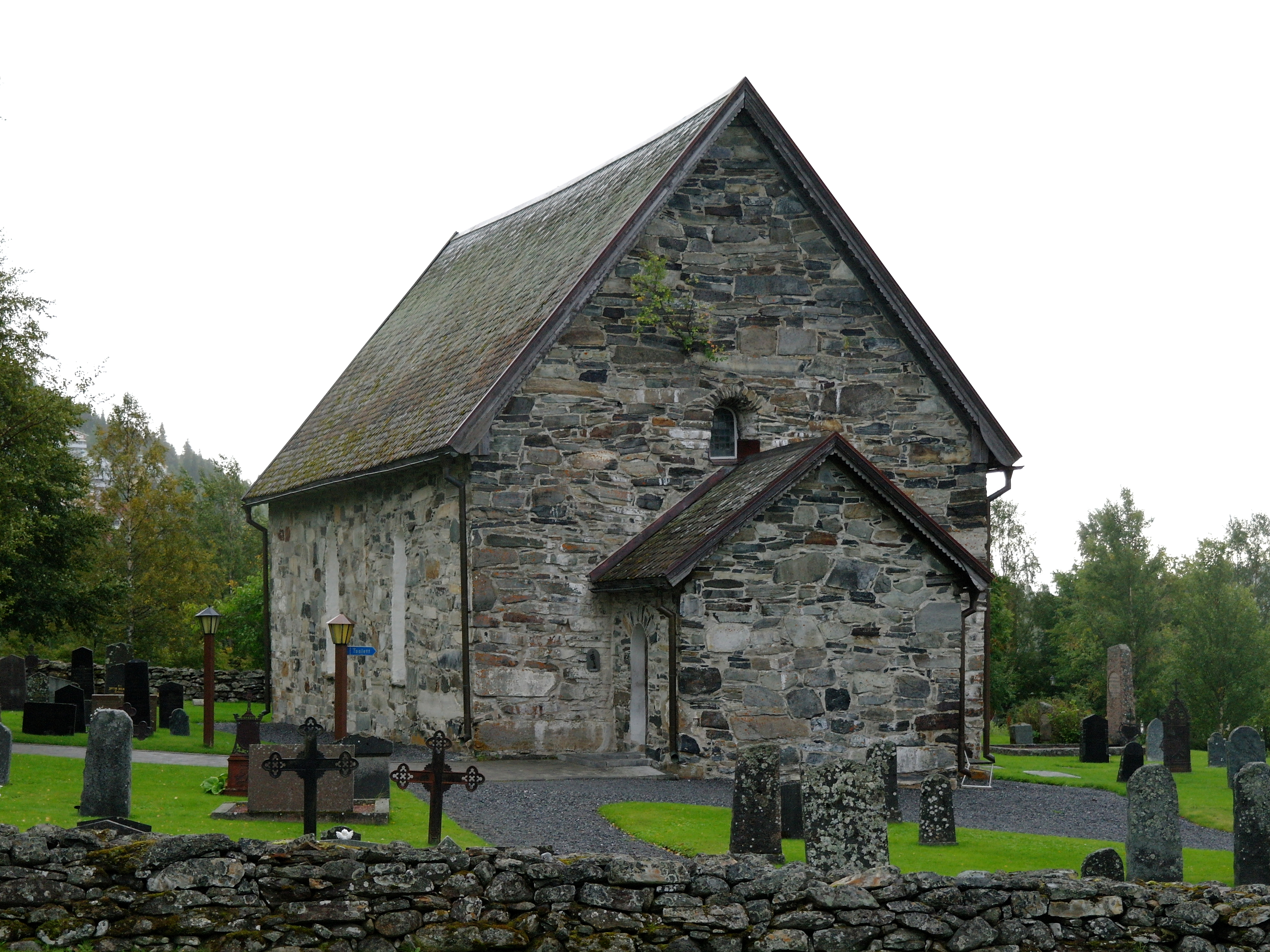
Långhuset, september 2012. Mitt i väggen ovanför vapenhuset växer en liten björk utan någon fastställd orsak, och det finns många historier om hur den hamnat där.
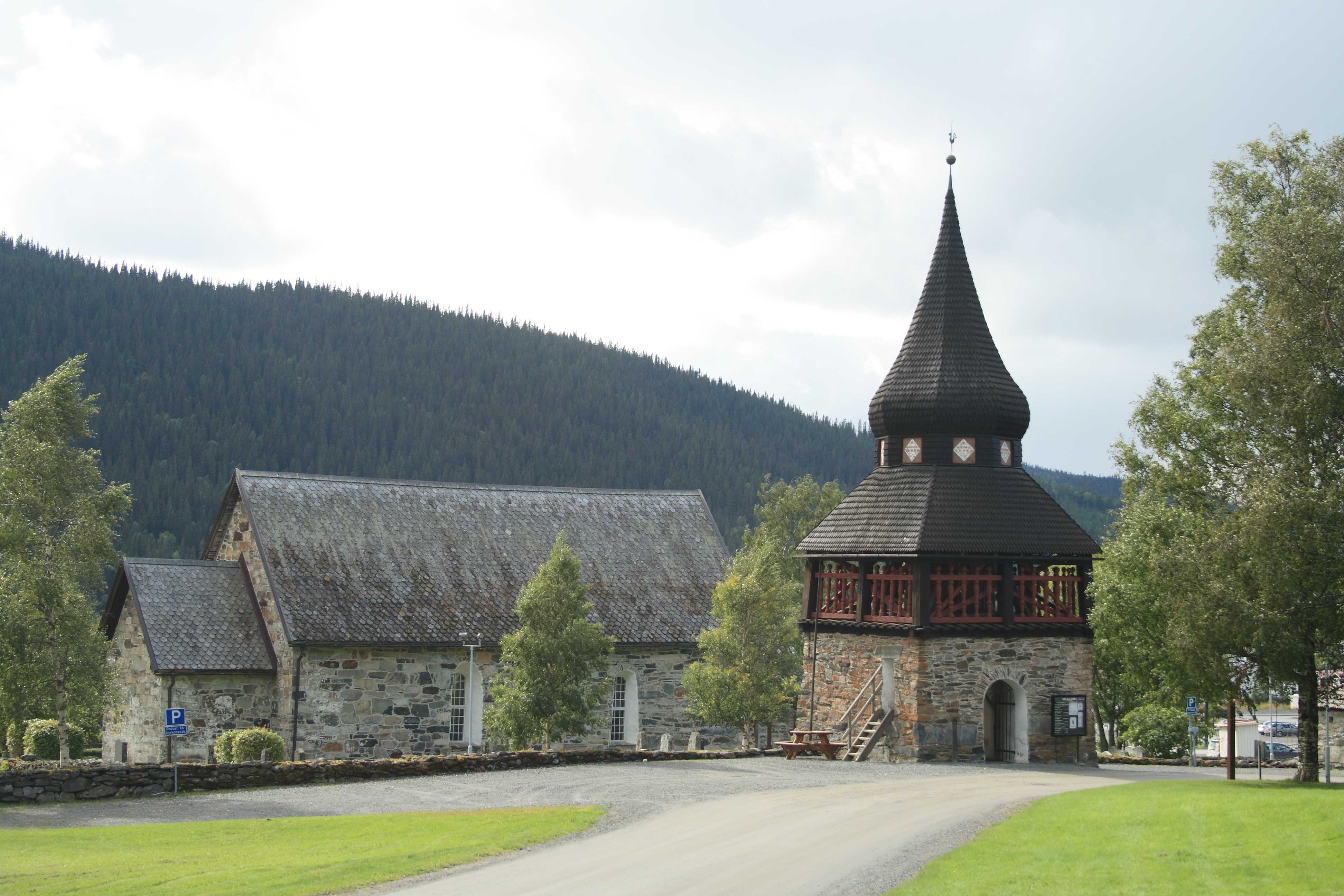
Öppningen inunder klockstapeln är kyrkogårdens entré. Kyrkogården omges av en bogårdsmur i sten, och vidare ett öppet fält i en hundrametersradie som i exploateringsfrågor skyddar kyrkans kulturhistoriska värde och karaktär som landmärke (augusti 2010).
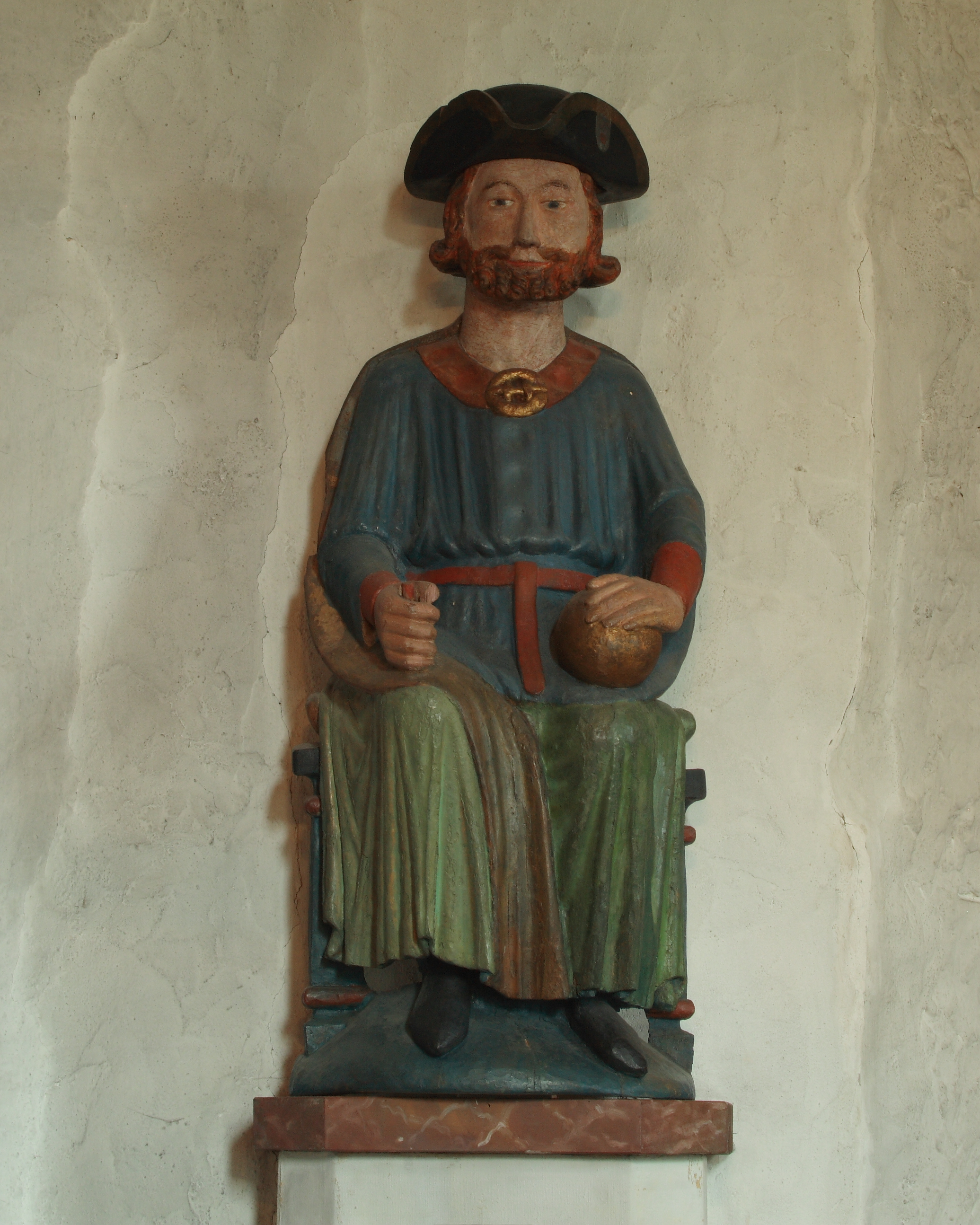
Träskulpturen föreställande Olof den helige, augusti 2010. Dess unika huvudbonad blev resultatet när en ung hemvändande bondson (handikappad efter karolinernas dödsmarsch) 1719 hade fått uppdraget att ersätta dess mystiskt försvunna kungakrona, men inte visste hur en sådan ser ut.
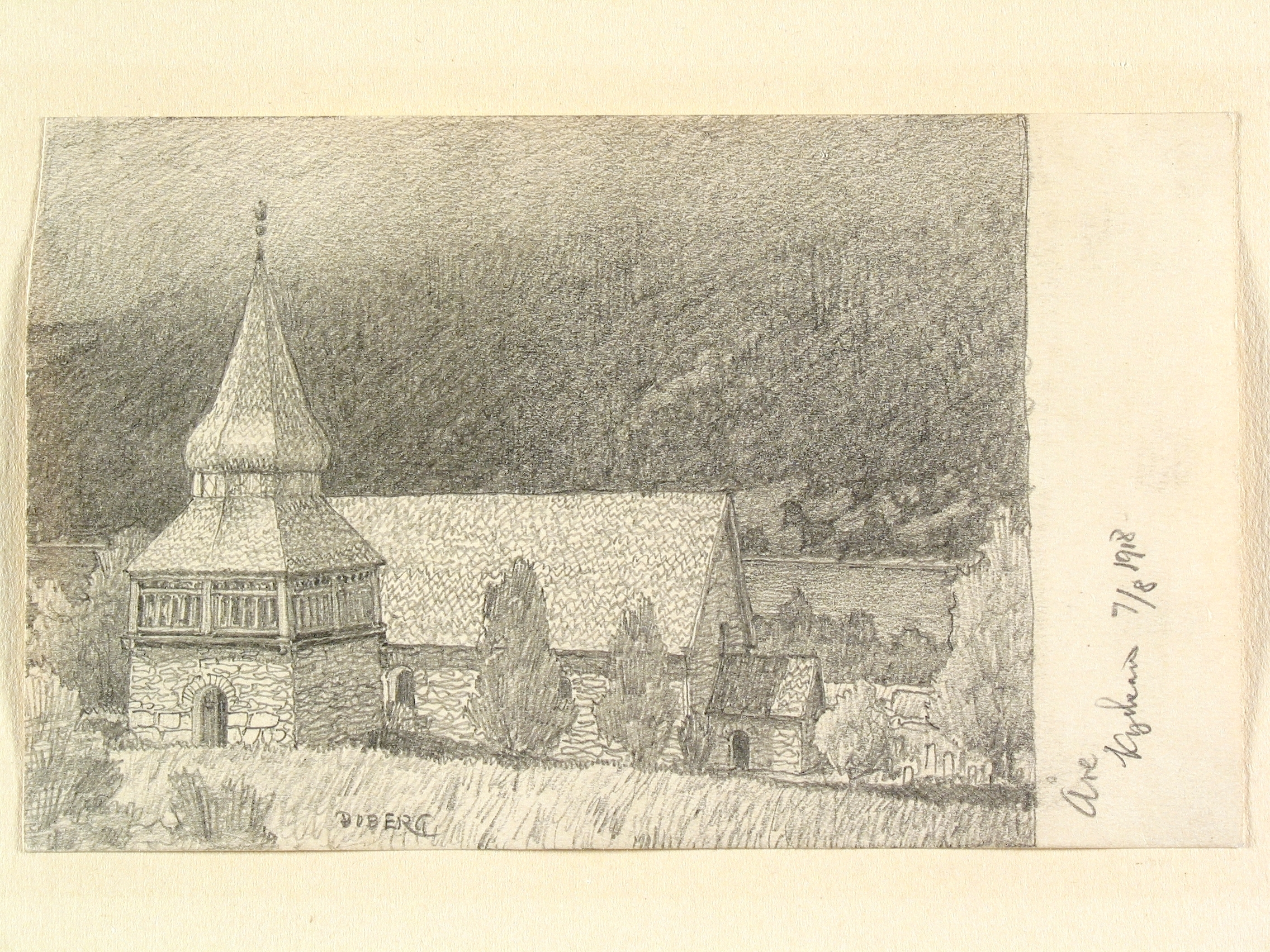
Åre gamla kyrka tecknad av Ferdinand Boberg 1918.
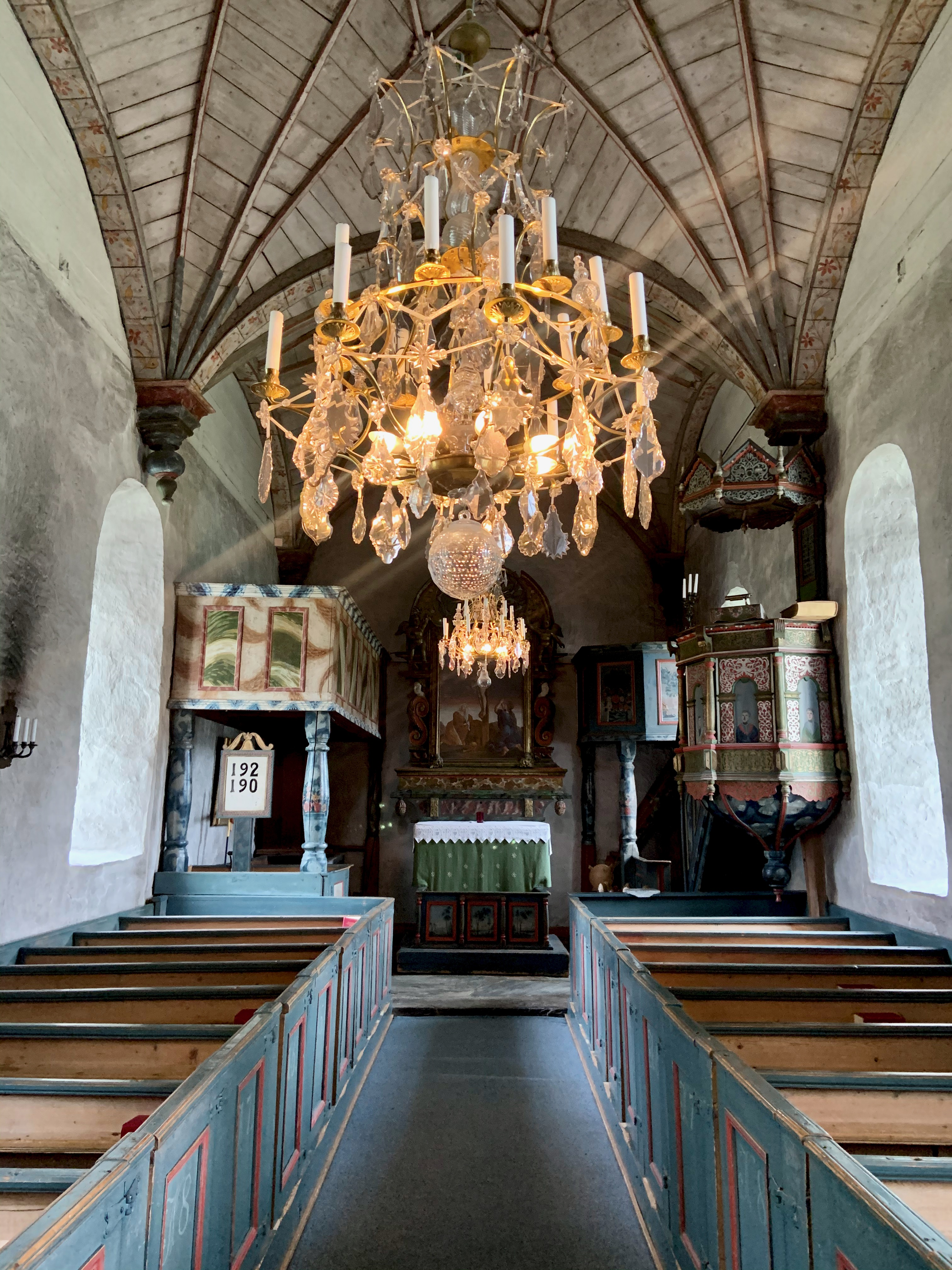
Åre gamla kyrkas interiör.
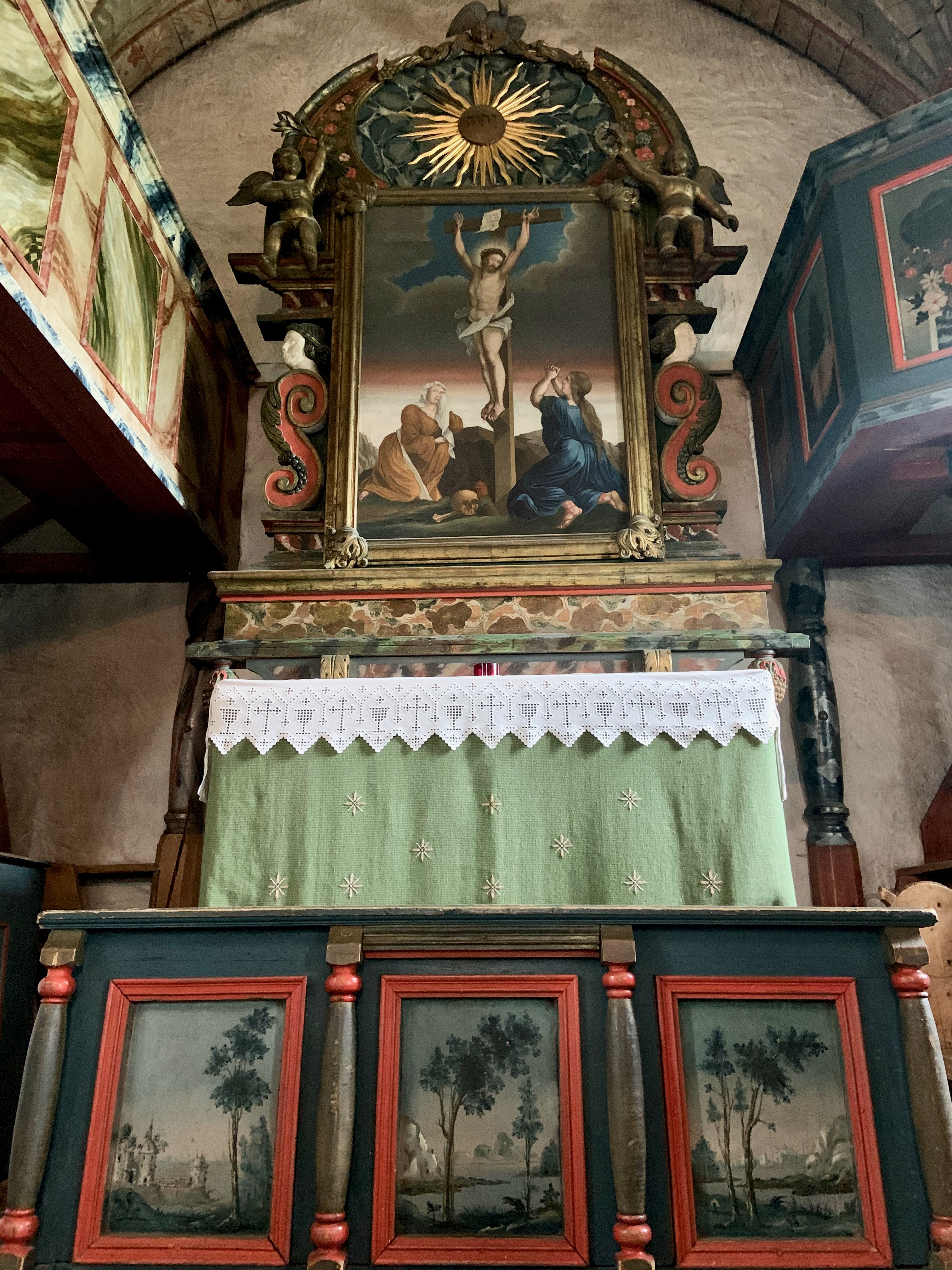
Altaret.
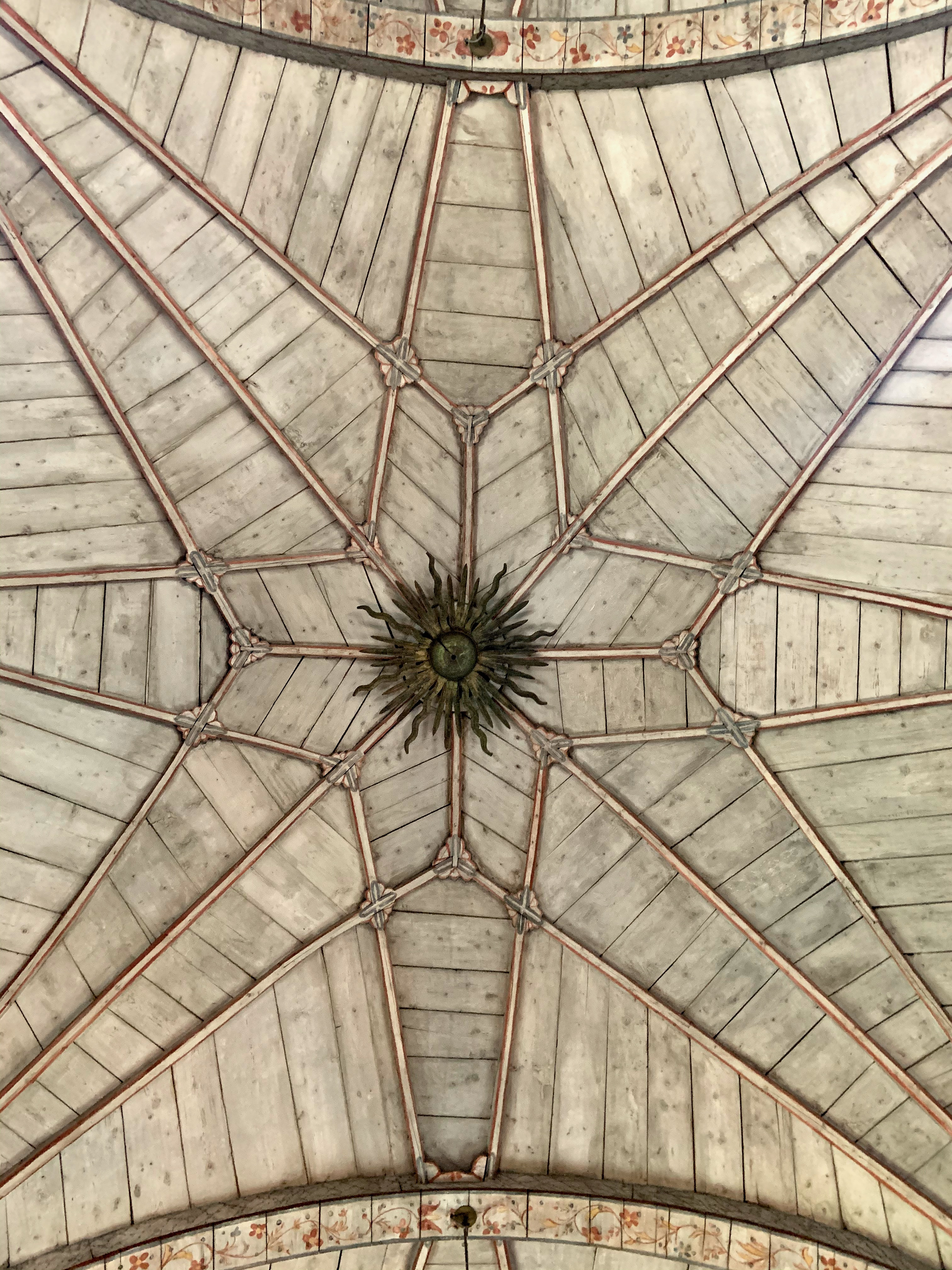
Trätaket i kyrkan.
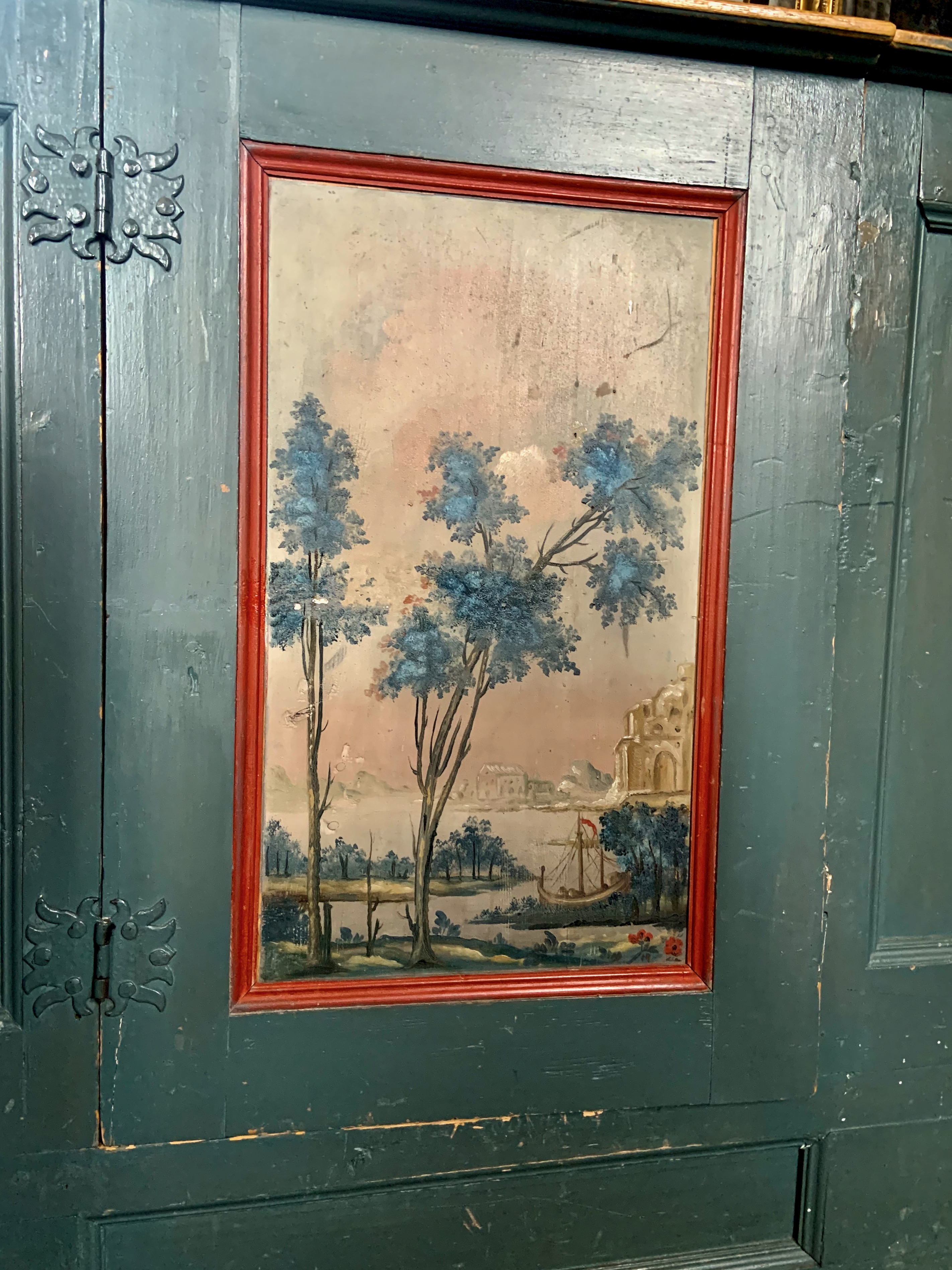
Interiörsdetalj.
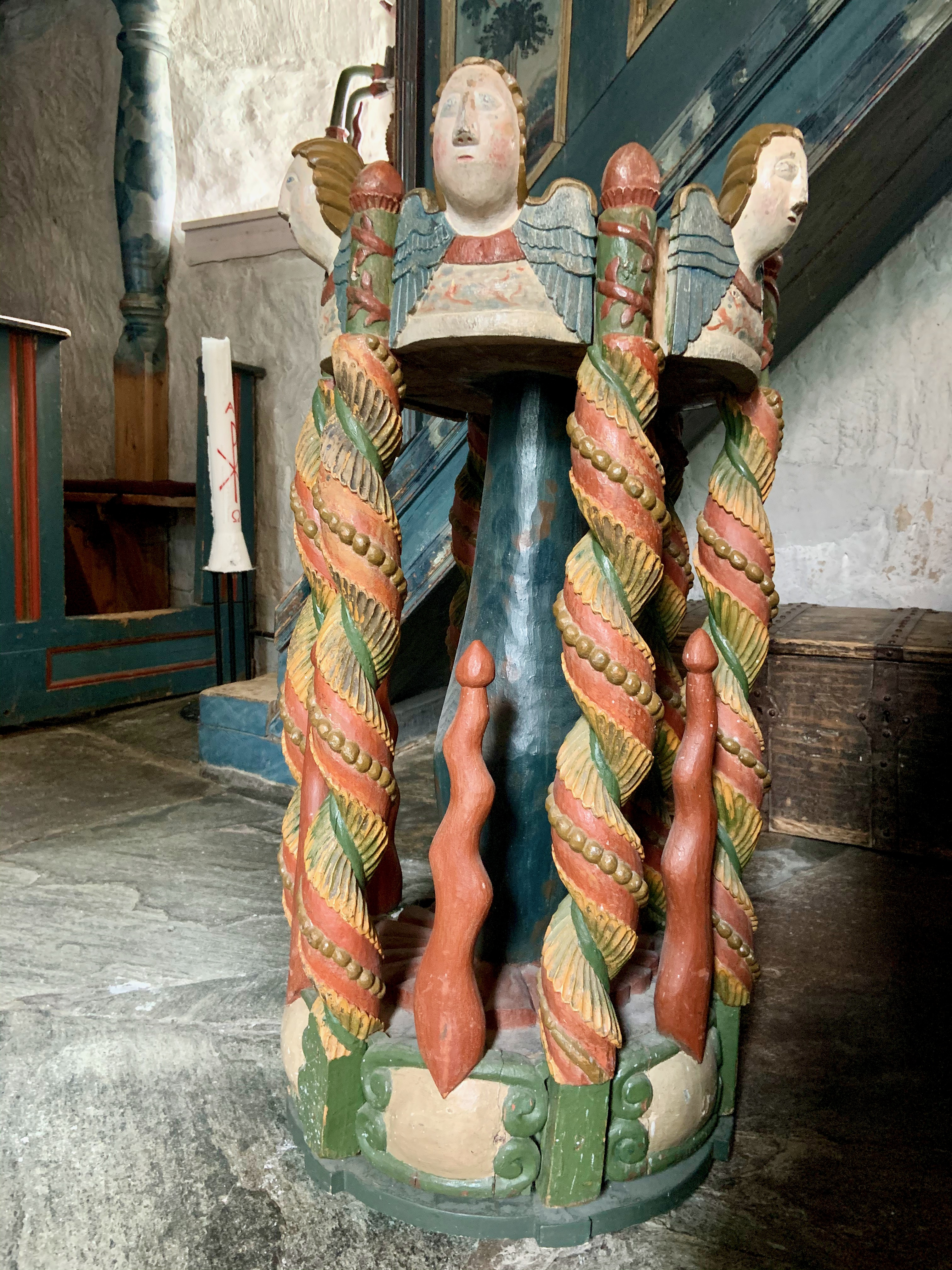
Dopfunten.
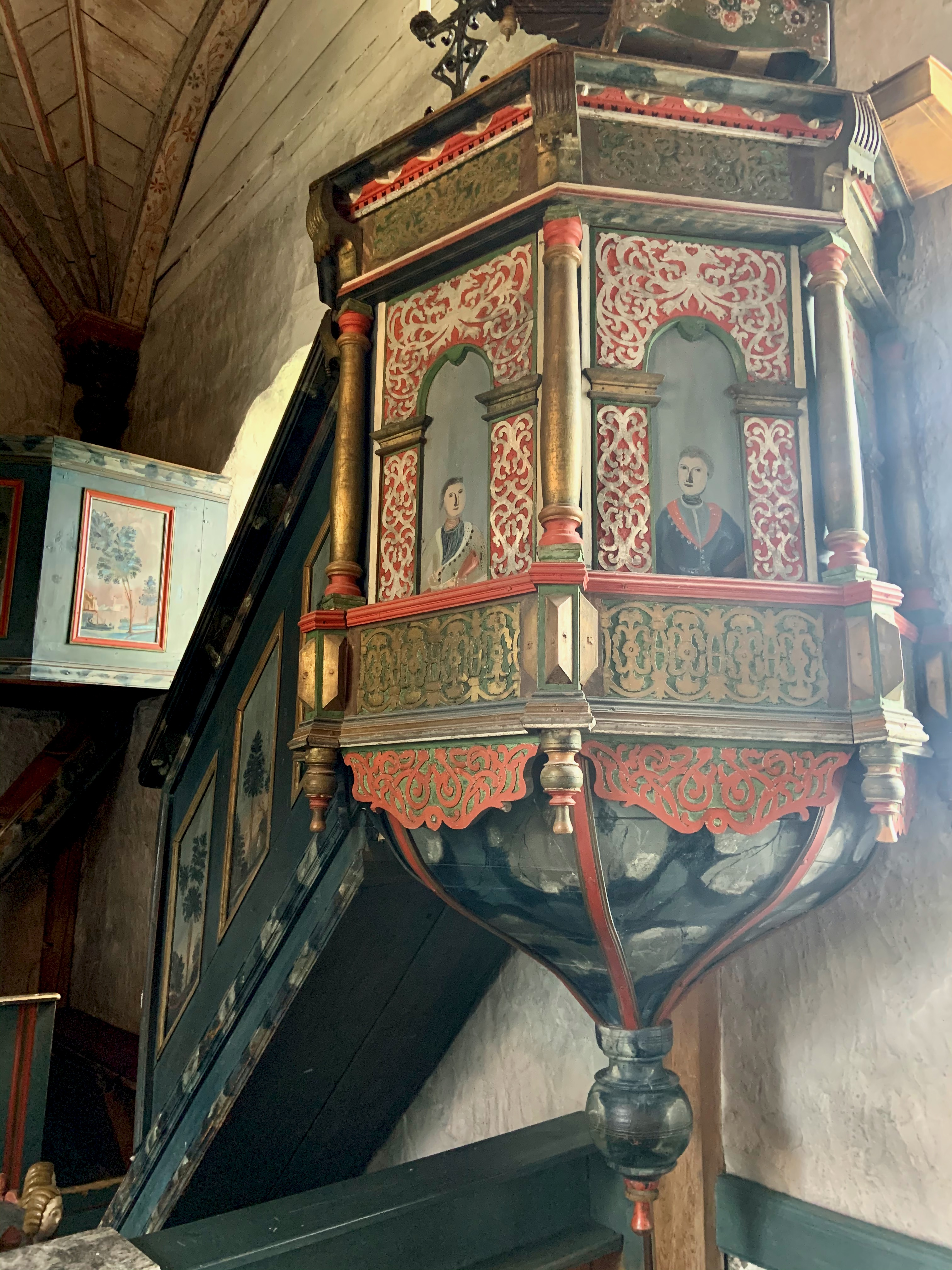
Predikstolen.
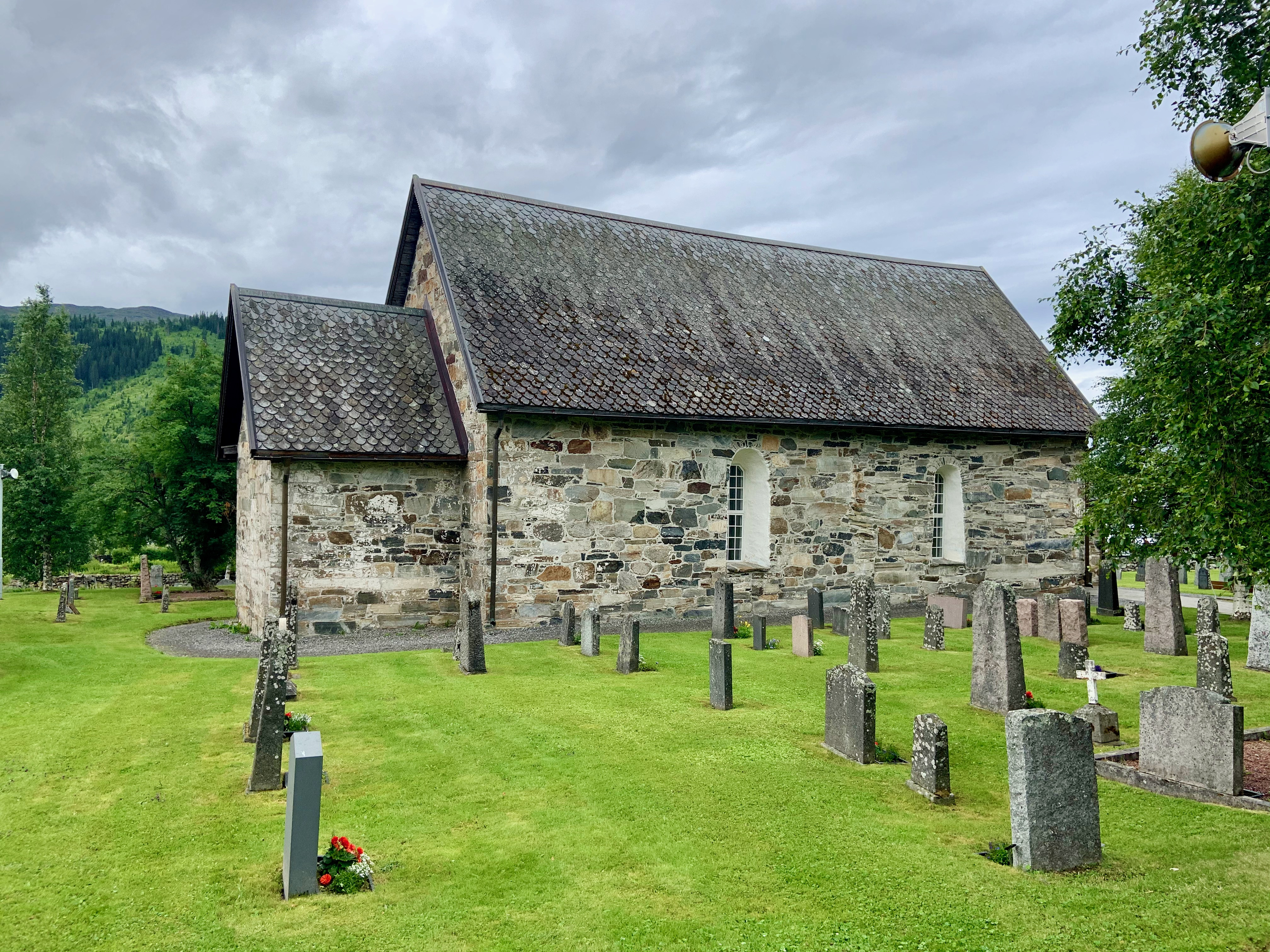
En del av kyrkogården.